# El chulo
El chulo es una película española de comedia estrenada el 11 de febrero de 1974, dirigida por Pedro Lazaga e interpretada en el papel protagonista por Javier Escrivá.
Por sus interpretaciones de Carlos y Doña Mercedes, Javier Escrivá y Helga Liné fueron galardonados con el premio al mejor actor y a la mejor actriz de reparto por parte del Sindicato Nacional del Espectáculo en 1974.

## Sinopsis
Carlos es un proxeneta de categoría, que utiliza a las mujeres a su antojo para su beneficio. No obstante, tiene un problema de impotencia provocado por un trauma infantil al que deberá enfrentarse.

## Reparto
- Javier Escrivá como Carlos.
- Silvia Tortosa como Suzy.
- Nadiuska como Isabel.
- Queta Claver como Doña Margarita.
- Bárbara Rey como Loli.
- Perla Cristal como Doña Patro.
- Elisa Montés como Doña Carmen.
- Helga Liné como Doña Mercedes.
- Teresa del Río como Celia.
- Mónica Randall como Eva.
- José Vivó
- Pilar Bardem
- Milo Quesada
- Montserrat Julió
- Luis Ciges como Doctor.
- Vicente Bañó
- José Riesgo como Oficial de la prisión.
- Rafael Albaicín
- Manuel Brieva
- Salvador Orjas